# Yellowknives
Los Yellowknives, cuchillos amarillos, indios de cobre, cuchillos  rojos o T'atsaot'ine ( Dogrib : T'satsąot'ınę) son uno de los pueblos indígenas de Canadá, uno de los cinco grupos principales de las Primeras Naciones Dene que viven en los territorios del noroeste de Canadá. El nombre, que también es el origen de la comunidad posterior de Yellowknife, deriva del color de las herramientas hechas a partir de depósitos de cobre.

## Historia
Los Yellowknives vivían al norte y noreste del Gran Lago del Esclavo ( Tinde'e - "Great Lake") alrededor del río Yellowknife y la bahía Yellowknife ( Weledeh Cho - " Inconnu River") y hacia el norte a lo largo del río Coppermine, al noreste hasta el río Back. ( Thlewechodyeth o Thlew-ee-choh-desseth - "Gran río de peces") y al este hasta el río Thelon (o Akilinik ). Utilizaron los principales ríos de su tierra tradicional como rutas para viajar y realizar comercio hasta el este de la bahía de Hudson, donde los primeros exploradores europeos como Samuel Hearne los encontraron en la década de 1770.
Los Yellowknives ayudaron a llevar a Hearne a través de la tundra ártica canadiense desde la Bahía de Hudson hasta el Océano Ártico en busca de los legendarios depósitos de cobre que los Yellowknives, o 'indios del cobre', habían estado trabajando por medio de la minería y el comercio de herramientas fabricadas a partir del cobre. Más tarde, los exploradores europeos que se encontraron y comerciaron con los indios del cobre marcaron en sus mapas el "río Yellowknife", que desemboca en el lago Great Slave desde las cabeceras que se originan cerca de las cabeceras del río Coppermine, un corredor de viaje tradicional. A principios de los años 1800 y 1900, los Yellowknives eran la tribu más grande y poderosa del área geográfica.
Los Yellowknives y Tłı̨chǫ ( Dogrib ), que también vivían en la costa norte del Gran Lago de los Esclavos, eran enemigos ancestrales. En la década de 1830 se informó que los Dogrib casi exterminaron a los Yellowknives, cuyos restos, aunque las versiones varían, se dispersaron al sur del Gran Lago de los Esclavos o se casaron con los Dogrib. Tras el descubrimiento de oro en el área de Yellowknife, una gran mezcla de Dogrib, Chipewyan y los miembros restantes de Yellowknife se congregaron y se establecieron en la comunidad o dentro de las aldeas tradicionales de Dettah o Trout Rock. Con fondos del gobierno, la aldea de Dene de Ndilǫ se desarrolló a mediados de la década de 1950 en la punta de la isla Latham (el punto sur del casco antiguo de Yellowknife). Yellowknives Dene First Nation se formó en 1991 (antes conocida como Yellowknife B Band) tras el fracaso de una negociación sobre de reclamaciones de tierras. Actualmente negocian un acuerdo de reclamación de tierras por sus tierras ancestrales como parte del Proceso de reclamación de tierras de Akaitcho.
Otro grupo de Dene organizado se ha presentado afirmando ser descendientes directos de las históricas tribus 'Indios Yellowknife' y afirmando su independencia de la Primera Nación Mixta de Dogrib-Chipewyan Yellowknives Dene. Considerados un pueblo distinto, todavía buscan el reconocimiento por parte del gobierno en el marco del Tratado 8 .
El Jefe Snuff de los Yellowknives firmó el Tratado 8 en 1899. El Jefe Snuff vivía en la costa sur y el brazo este del Gran Lago de los Esclavos. Los pobladores que vivían en el río Taltson fueron apodados la gente del río Rocher en la década de 1920. El jefe Snuff tenía una cabaña ubicada a unas diez millas del río Rocher en un pequeño terreno junto al agua, llamado Snuff Channel, conectado con el río Taltson.
Los Yellowknives continuaron residiendo en esta área hasta principios de la década de 1960, cuando se vieron obligados a mudarse después de que su escuela se quemara en un incendio. Poco después, se construyó la represa hidroeléctrica del río Taltson. El último jefe de los Yellowknives del río Rocher fue el jefe Pierre Frise en la década de 1960; se oponía firmemente a la construcción de la presa del río Taltson. Durante este punto, los Yellowknives originales se dispersaron a Fort Resolution, Yellowknife y otras áreas de Canadá.

## Primeras Naciones Yellowknives
Todas las Primeras Naciones con descendientes de Yellowknives están organizadas en la Corporación Tribal del Tratado 8 de Akaitcho  y en el Gobierno del Territorio de Akaitcho .
- Yellowknives Dene First Nation (se identifican como Weledeh Yellowknives Dene, también conocido como Pueblo del río Inconnu): muchos son descendientes del grupo regional Wuledehot'in del vecino Tłı̨chǫ . Comunidades: Dettah, Ndilǫ y Yellowknife . El Dettah-Ndilǫ- Tłįchǫ Yatıì, un dialecto hablado en las comunidades de Dettah y Ndilǫ, desarrollado a partir de matrimonios mixtos entre los pueblos Yellowknives y Tłı̨chǫ)
- Deninu K'ue Primera Nación ( Deninu Kue (pronunciado "Deneh-noo-kweh"), significa "isla de los alces"). Es una corporación de asentamiento en la Región Sur de los Esclavos de los Territorios del Noroeste. La comunidad está situada en la desembocadura del río de los Esclavos, en la orilla del Gran Lago Slave, Deninu K'ue o Dene Nu Kwen se llaman Chipewyan (Denesuline) y Yellowknives, que llegaron a Fort Resolution para vender pieles.[6]
- Lutsel K'e Dene First Nation ( Lutselk'e (pronunciado "Loot-sel-kay") también deletreado Lutsel K'e ("lugar del Lutsel", el cisco, un tipo de pez pequeño), es una autoridad designada en la región de esclavos del norte de los territorios del noroeste. La comunidad está ubicada en la costa sur, cerca del extremo oriental del Great Slave Lake y hasta el 1 de julio de 1992, se conocía como Snowdrift. La Primera Nación se conocía anteriormente como Snowdrift Band .[7] La Primera Nación Chipewyan establecida en un punto más septentrional, antiguamente cazadores nómadas de caribúes, incluye a algunos Chipewyan y Yellowknives que se establecieron permanentemente en el puesto comercial creado en 1925 por la Compañía de la Bahía de Hudson cerca de la actual Łutselk'e. En 1954 se trasladaron a la comunidad de Łutselk'e .  Los idiomas principales de la comunidad son el chipewyan y el inglés.